# 普韋布洛亞諾市

普韋布洛亞諾市（西班牙語：Municipio Pueblo Llano），是委內瑞拉的一個市，位於該國西部梅里達州，首府設於普韋布洛利亞諾，面積104平方公里，2013年人口13,507，人口密度每平方公里129.88人。